# Bambusa vulgaris

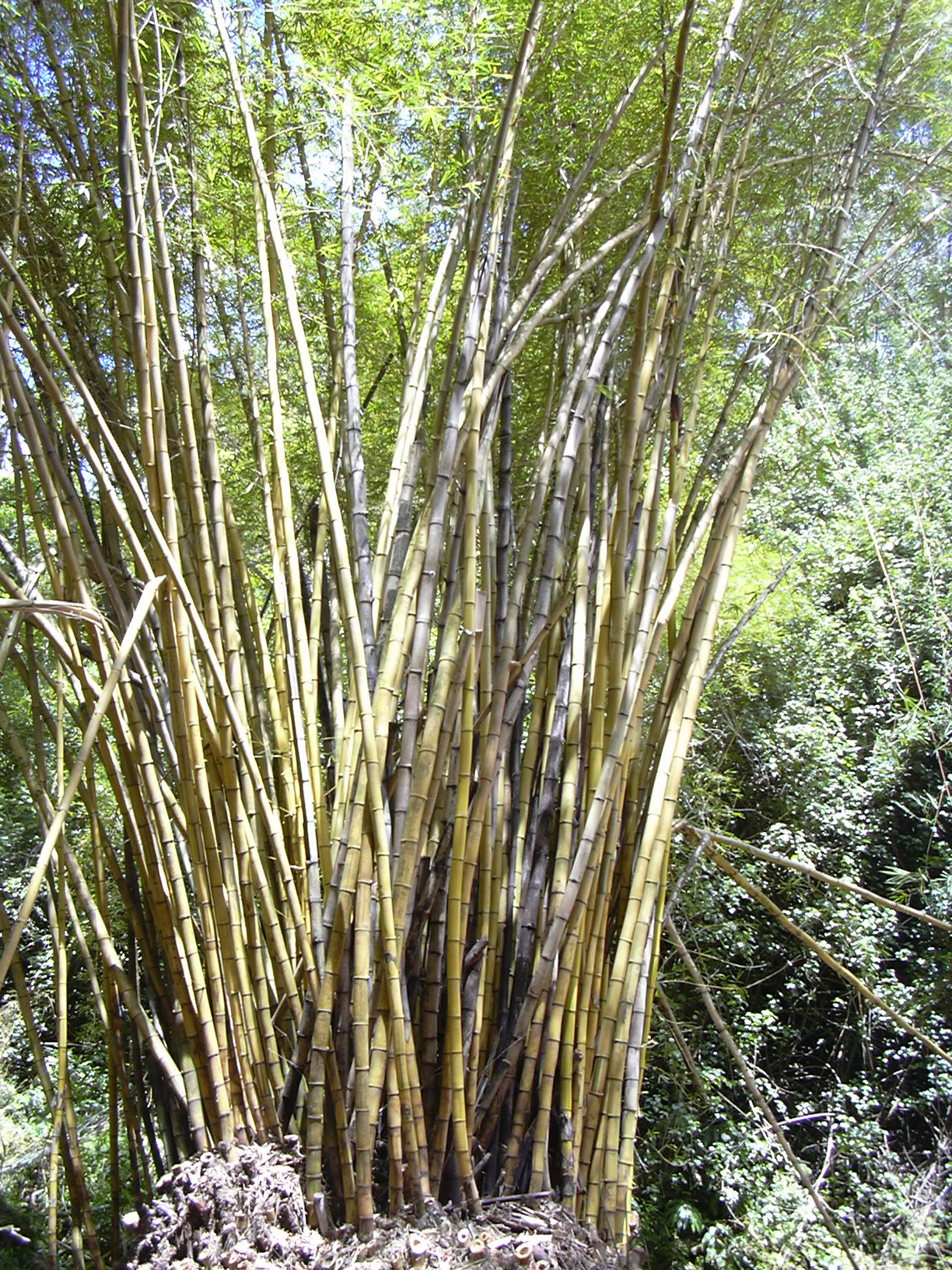
Vista de la planta en su hábitat

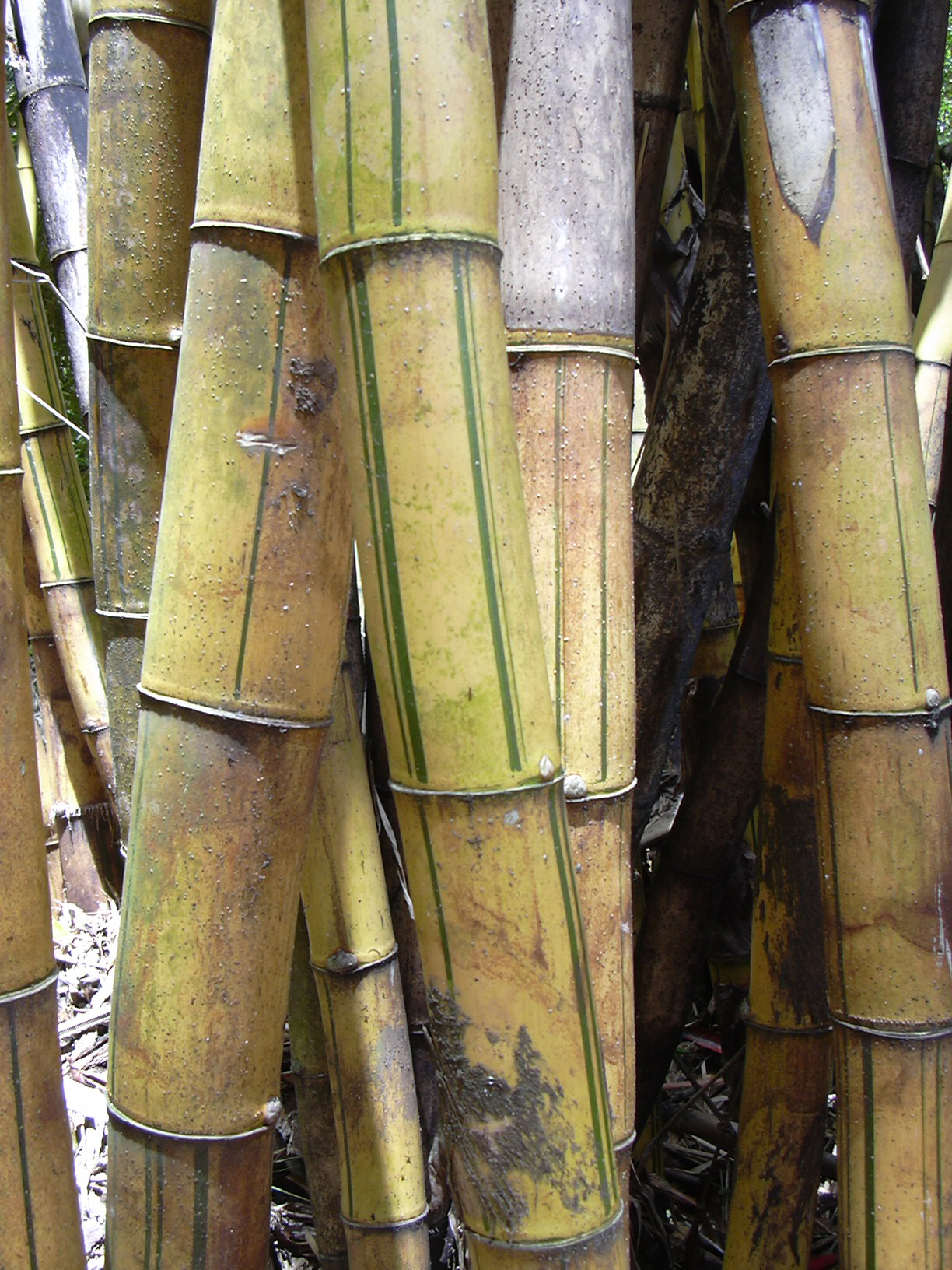
Vista del tallo

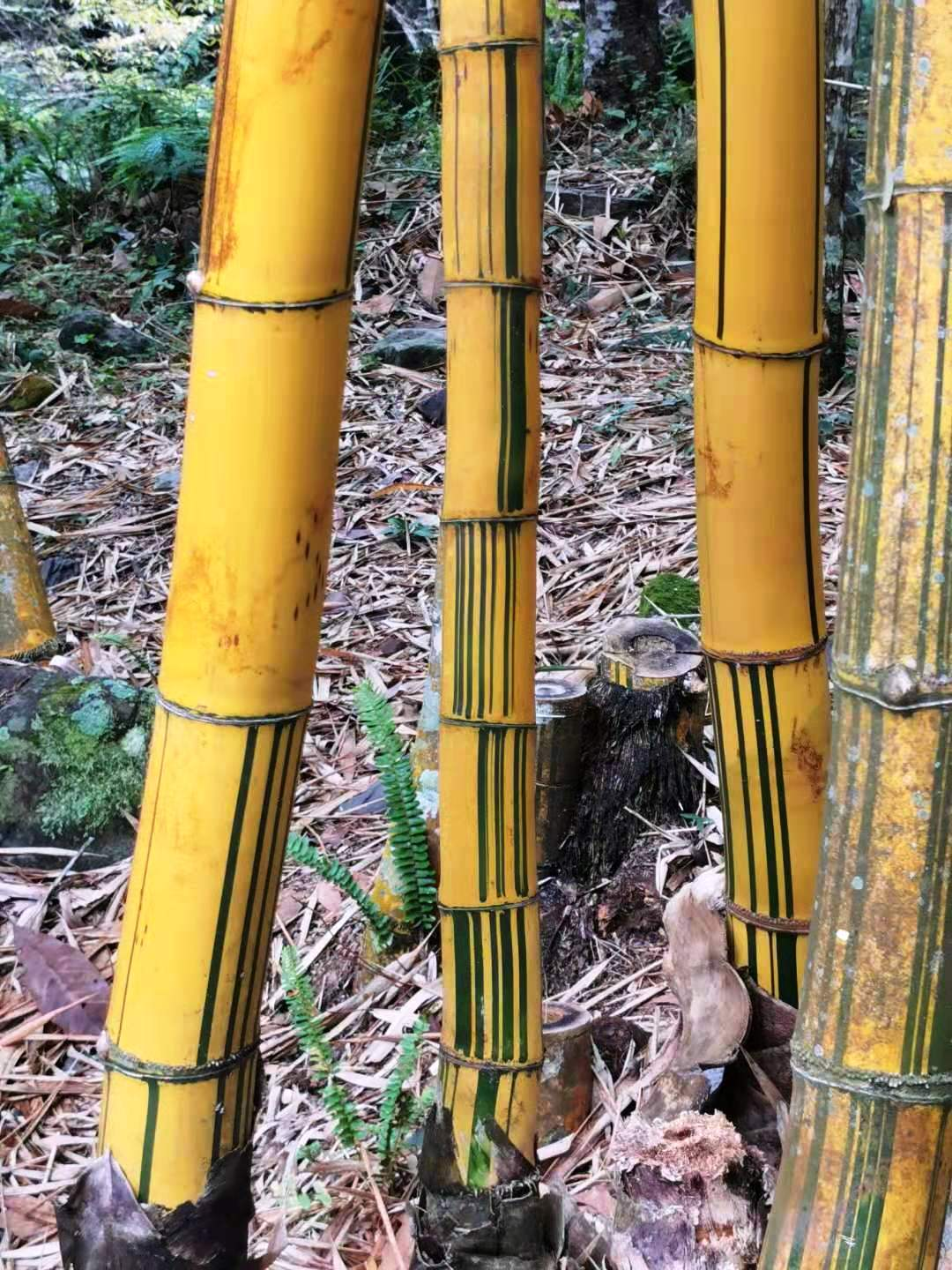

El bambú común (Bambusa vulgaris) es una especie de bambú de la familia de las poáceas.

## Descripción
Bambusa vulgaris desarrolla unos tallos muy macizos que pueden alcanzar una altura de hasta 15 metros y un grosor de entre 5 y 9 cm, rectos y erectos en su base y ligeramente caídos en el ápice. Los internudos tienen una longitud 20 a 30 cm, presentan estriación longitudinal y un color verde intenso en las poblaciones naturales. Dos de los cultivares más utilizados en jardinería Bambusa vulgaris cv. Vittata y Bambusa vulgaris cv. Wamin presentan características diferentes siendo los internudos de la primera amarillos con franjas verdes y los del segundo más cortos y ensanchados basalmente de lo habitual.
A partir de los nudos desarrolla las hojas y las inflorescencias en grupos compactos. Las hojas son característicamente lanceoladas y glabras tanto en el haz como en el envés. Tienen entre 10 y 30 cm de longitud y entre 1,3 y 2,5 cm de anchura. La inflorescencias son pseudoespiguillas lanceoladas y bífidas de entre 2 y 3,5 mm de longitud y entre 0,4 y 0,5 mm de anchura.

## Toxicidad
En la raíz de Bambusa vulgaris se han identificado glucósidos cianogénicos y sustancias derivadas de estos tales como la taxifillina. Estos compuestos resultan tóxicos para el ser humano cuando se consumen como alimento o como complemento alimenticio según la Autoridad Europea de Seguridad Alimentaria.

## Propiedades
En etnobotánica se han utilizado diversas partes de esta planta por sus supuestas propiedades abortivas, afrodisiacas, anticoagulantes, emenagogas, insecticidas y depurativas. De este modo se conoce su uso en el tratamiento de la malaria, fiebre palúdica, diversas parasitosis, disentería, erisipela, ictericia, neumonía, gripe o catarro, entre otras enfermedades.
Estudios realizados con extractos de Bambusa vulgaris han demostrado que muestra un muy bajo porcentaje de inhibición frente a Plasmodium falciparum y Plasmodium berghei, parásitos responsables de la malaria, por lo que se considera que no son eficaces en el tratamiento de esta enfermedad. La actividad antibacteriana de los extractos de hoja sí han sido comprobados para Bacillus subtilis, Micrococcus pyogenes, Staphylococcus aureus y Salmonella typhi. Las propiedades ecbólicas, capacidad para acelerar la salida del feto en partos, de los extractos de hojas es débil según estudios realizados tanto en mujeres como en ratas. También en ratas se ha comprobado una reducción de la fertilidad masculina cuando se han suministrado extractos de raíz joven.

## Medio ambiente
B. vulgaris crece principalmente en las orillas de los ríos, bordes de caminos, terrenos baldíos y espacios abiertos a bajas altitudes. Es muy adecuado para prevenir la erosión. El bambú prospera mejor en climas húmedos, pero puede soportar las bajas temperaturas y la sequía (a veces pierde por completo sus hojas), así como una variedad de suelos, aunque los suelos húmedos se adaptan mejor a él. El bambú puede soportar temperaturas tan bajas como −5 °C y también puede crecer en altitudes de hasta 1500 m s. n. m. (metros sobre el nivel del mar) pero, a medida que aumenta la altitud, se vuelve más bajo y más delgado.

## Plagas y enfermedades
Los principales enemigos del bambú vulgaris son Dinoderus minutus y Cyrtotrachelus longimanus; estos últimos destruyen los brotes en estado larvario. Otras enfermedades conocidas son la cercosporosis, pudrición de la vaina inferior de la hoja (Fusarium), podredumbre epidérmica (Glomerella cingulata), roya de la hoja (Kweilingia divina), manchado de la hoja (Dactylaria). En Bangladés, causa graves daños Sarocladium oryzae.

## Nombres vulgares en distintos idiomas
El bambú común es conocido, en indonesio, como bambu ampel; en malayo, como buloh aur, buloh pau, buloh minyak o aur beting; en tailandés, como mai-luang o phai-luang; en japonés, como 泰山竹 (daisan-chiku); en kikuyu, como murangui; en alemán, como Gemeiner Bambus; en francés, como Bambou de Chine (bambú de China); en portugués, como bambu vulgar (bambú vulgar); y, en suajili, como mwanzi. También, B. vulgaris var. striata es conocido como «bambú dorado»; en malayo, como buloh gadling, aur gadling o buloh kuning; en indonesio, como bambu kuning; y, en japonés, como 金糸竹 (kinsi-chiku). Además, B. vulgaris f. waminii es conocido en indonesio como bambu blenduk.

## Taxonomía
La descripción de Bambusa vulgaris fue atribuida a Heinrich Adolph Schrader por parte de Johan Wendland  en Collectio Plantarum 2:26, pl.47 en 1808.
Etimología
Bambusa: nombre genérico latinizado del nombre vernáculo malayo bambú.
vulgaris: epíteto latino que significa ‘vulgar, común’.
Sinonimia
| - Arundarbor fera (Miq.) Kuntze - Arundarbor monogyna (Blanco) Kuntze - Arundo fera Oken - Bambos arundinacea Retz. - Bambusa auriculata Kurz - Bambusa bambos (L.) Voss - Bambusa blancoi Steud. - Bambusa fera Miq. - Bambusa humilis Rchb. ex Rupr. - Bambusa madagascariensis Rivière & C.Rivière - Bambusa mitis Blanco - Bambusa monogyna Blanco - Bambusa sieberi Griseb. - Bambusa striata Lodd. ex Lindl. - Bambusa surinamensis Rupr. - Bambusa thouarsii Kunth - Leleba vulgaris (Schrad. ex J.C.Wendl.) Nakai - Leleba vulgaris var. striata (Lodd. ex Lindl.) Nakai - Nastus thouarsii Raspail - Nastus viviparus Raspail |